# Carlos II de Alençon
Carlos II de Alençon, llamado el Magnánimo (¿?, 1297 – Crecy, 26 de agosto de 1346), fue un noble francés. Fue conde de Alençon por herencia de su padre y Conde de Perche (condado creado por Carlos IV el Hermoso). Por matrimonio fue Conde de Chartres y de Jogny.

## Primeros años de vida
Segundo hijo varón del matrimonio formado por el conde Carlos de Valois (hijo de Felipe III el Atrevido y hermano de Felipe IV el Hermoso) y Margarita de Anjou-Sicilia (hija de Carlos II de Nápoles y Sicilia). 

### Matrimonios e hijos
Contrajo matrimonio de dos oportunidades, en la primera con Juana de Joigny (1314) pero no tuvieron descendencia, de su segundo matrimonio con María de la Cerda (1336), hija del infante Fernando de La Cerda, nieto de Alfonso X de Castilla y de Juana Núñez de Lara le sobrevivieron varios hijos:
- Carlos (1337–1375), sucesor de su padre, con el nombre de Carlos III y, luego, arzobispo de Lyon;
- Felipe (1338–1397), obispo de Beauvais, cardenal y arzobispo de Ruan;
- Pedro el Noble (1340–1404), sucesor de su hermano mayor con el nombre de Pedro II;
- Isabel (1342–1379), monja en Poissy;
- Roberto (1344–1377), conde de Perche casado con Juana de Rohan.

Falleció durante la Batalla de Crécy bajo las órdenes de su hermano, el rey Felipe VI.